# Jokin
Jokin est un prénom masculin basque.
L'équivalent du prénom Jokin est « Joaquín » en espagnol ou « Joachim (de) » en français. Forme populaire attestée en 1704 à Lekeitio.
Se prononce yokine.